# Tribunal Superior Eleitoral
Das Tribunal Superior Eleitoral (TSE), deutsch: das Oberste Wahlgericht oder der Oberste Wahlgerichtshof, ist das oberste Organ der brasilianischen Wahlgerichtsbarkeit.

## Geschichte
Die Basis für das heutige TSE wurde mit dem als Código Eleitoral de 1932 bekannt gewordenen Dekret Nr. 21.076 vom 31. Dezember 1932 nach der Machtübernahme von Getúlio Vargas geschaffen. Es wurde mit dem Staatsstreich und der Verfassung von 1937 wieder ausgesetzt. Erster Präsident war vom 20. Mai 1932 bis 10. November 1937 Hermenegildo de Barros. Erst 1945 mit den Demokratisierungsprozessen unter dem Staatspräsidenten José Linhares kam es zu einer Neubelebung, Linhares hatte selbst vor und nach seiner Präsidentschaft den Vorsitz des TSE inne. Das Dekret Nr. 7.586 vom 28. Mai 1945, bekannt als Código Eleitoral de 1945, wurde in die Brasilianische Verfassung von 1946 (Artikel 94, VI) aufgenommen. Die Organisation in ein Oberstes Wahlgericht und regionale Wahlgerichte für die Bundesstaaten und den Bundesdistrikt ist in der Brasilianischen Verfassung von 1967 (Artikel 107, IV, 123 bis 132), der Verfassungsänderung von 1969 (Artikel 112, V, 130 bis 140) und in der Brasilianischen Verfassung von 1988 (Artikel 92, V, 118 bis 121) erhalten geblieben und durch weitere Gesetze zum Wahlrecht ergänzt worden. Im Jahr 2015 konnte das TSE auf eine 70ährige Geschichte zurückblicken. 

## Sitz
2011 bezog das TSE den von Oscar Niemeyer entworfene Neubau in der Hauptstadt Brasília.

## Aufgaben, Zuständigkeiten
Das TSE gehört zu einem System der Obersten Gerichtsbarkeit, zu dem auch Supremo Tribunal Federal (STF), Superior Tribunal de Justiça (STJ), Superior Tribunal Militar (STM) und das Tribunal Superior do Trabalho (TST) gehören. Es ist autonom ohne Berufungsmöglichkeit, jedoch können Entscheidungen, die sich gegen die Verfassung richten, vor dem Obersten Bundesgericht appelliert werden. Es ist mit den regionalen Wahlgerichten zuständig für alle Wahlbelange: Registrierung und Zulassung von Parteien zu Wahlen, Registrierung der Wähler, Auszählung der Stimmen und Kontrolle von Wahlversprechen. Eingeführt wurden elektronische Wahlurnen sowie erstmals 2018 die Prüfung der Wahlberechtigung über biometrische Erkennungsverfahren.

## Zusammensetzung
Das TSE setzt sich aus sieben, früher acht, Richtern zusammen, die den Titel Minister oder Ministerin tragen. Drei werden in geheimer Abstimmung aus den Richtern des Obersten Bundesgerichts (STF) gewählt, zwei aus den Richtern des Obersten Gerichtshofs (STJ), zwei weitere werden aus sechs vom STF vorgeschlagenen Richtern durch den Staatspräsidenten ernannt.

### Mitglieder, Stand 2018
Quelle:
- Luís Roberto Barroso (Präsident)
- Luiz Edson Fachin (Vizepräsident)
- Alexandre de Moraes
- Luis Felipe Salomão
- Mauro Campbell
- Sérgio Silveira Banhos
- Carlos Bastide Horbach

Stellvertreter (Ministros substitutos)
- Ricardo Lewandowski
- Marco Aurélio Mello
- Cármen Lúcia
- Nunes Marques
- Benedito Gonçalves
- Raul Araújo Filho
- Carlos Velloso Filho

## Präsidenten
Quelle:
Tribunal Superior da Justiça Eleitoral
| Nr. | Name                   | Bild | Beginn       | Ende          |
| --- | ---------------------- | ---- | ------------ | ------------- |
| 1   | Hermenegildo de Barros |      | 20. Mai 1932 | 10. Nov. 1937 |

Tribunal Superior Eleitoral
| Nr. | Name                              | Bild | Beginn                     | Ende           |
| --- | --------------------------------- | ---- | -------------------------- | -------------- |
| 1   | Waldemar Falcão (interimistisch)  |      | 30. Okt. 1945              | 25. Mai 1946   |
| 2   | José Linhares                     |      | 1. Juni 1945               | 29. Okt. 1945  |
| 3   | José Linhares                     |      | 25. Mai 1946               | 2. Juli 1947   |
| 4   | Lafayette de Andrada              |      | 3. Juli 1947               | 12. Okt. 1950  |
| 5   | Álvaro da Costa                   |      | 19. Okt. 1950              | 3. Juli 1951   |
| 6   | Edgard Costa                      |      | 5. Juli 1951               | 5. Sept. 1955  |
| 7   | Luís Gallotti                     |      | 6. Sept. 1955              | 22. Jan. 1957  |
| 8   | Francisco Lagoa Filho             |      | 23. Jan. 1957              | 5. Sept. 1959  |
| 9   | Nélson Hungria                    |      | 9. Sept. 1959              | 22. Jan. 1961  |
| 10  | Ary de Azevedo Franco             |      | 23. Jan. 1961              | 17. Juli 1963  |
| 11  | Cândido Motta Filho               |      | 30. Juli 1963              | 22. Jan. 1965  |
| 12  | Antônio Vilas Boas                |      | 9. März 1965               | 14. Nov. 1966  |
| 13  | Antônio Gonçalves de Oliveira     |      | 17. Nov. 1966              | 3. Febr. 1969  |
| 14  | Elói Rocha                        |      | 11. Febr. 1969             | 11. Febr. 1971 |
| 15  | Djaci Falcão                      |      | 11. Febr. 1971             | 11. Febr. 1973 |
| 16  | Barros Monteiro                   |      | 12. Febr. 1973             | 23. Okt. 1973  |
| 17  | Carlos Thompson Flores            |      | 12. Nov. 1973              | 12. Nov. 1975  |
| 18  | Francisco Xavier de Albuquerque   |      | 12. Nov. 1975              | 7. Nov. 1977   |
| 19  | José Geraldo Rodrigues de Alckmin |      | 7. Nov. 1977               | 7. Nov. 1978   |
| 20  | João Leitão de Abreu              |      | 9. Nov. 1978               | 19. Aug. 1980  |
| 21  | João Baptista Cordeiro Guerra     |      | 26. Aug. 1980              | 18. Aug. 1981  |
| 22  | Moreira Alves                     |      | 15. Sept. 1981             | 9. Sept. 1982  |
| 23  | Soares Muñoz                      |      | 12. Nov. 1982              | 15. Aug. 1984  |
| 24  | Meirelles de Miranda              |      | 28. Aug. 1984              | 11. Dez. 1984  |
| 25  | Luís Rafael Mayer                 |      | 17. Dez. 1984              | 5. Sept. 1985  |
| 26  | José Néri da Silveira             |      | 1. Okt. 1985               | 6. März 1987   |
| 27  | Oscar Dias Correia                |      | 31. März 1987              | 17. Jan. 1989  |
| 28  | Aldir Passarinho                  |      | 14. Febr. 1989             | 13. März 1989  |
| 29  | Francisco Rezek                   |      | 4. April 1989              | 15. März 1990  |
| 30  | Sydney Sanches                    |      | 5. April 1990              | 13. März 1991  |
| 31  | Octavio Gallotti                  |      | 21. März 1991              | 9. Mai 1991    |
| 32  | Célio Borja                       |      | 21. Mai 1991               | 31. März 1992  |
| 33  | Paulo Brossard                    |      | 4. Juni 1992               | 12. Mai 1993   |
| 34  | Sepúlveda Pertence                |      | 15. Juni 1993              | 22. Nov. 1994  |
| 35  | Carlos Velloso                    |      | 6 de dezembro 6. Dez. 1994 | 19. Mai 1996   |
| 36  | Marco Aurélio Mello               |      | 13. Juni 1996              | 1. Juni 1997   |
| 37  | Ilmar Galvão                      |      | 19. Juni 1997              | 3. Febr. 1999  |
| 38  | José Néri da Silveira             |      | 2. März 1999               | 6. März 2001   |
| 39  | Maurício Corrêa                   |      | 6. März 2001               | 11. Juni 2001  |
| 40  | Nelson Jobim                      |      | 11. Juni 2001              | 9. Febr. 2003  |
| 41  | Sepúlveda Pertence                |      | 20. Febr. 2003             | 21. Febr. 2005 |
| 42  | Carlos Velloso                    |      | 15. März 2005              | 19. Jan. 2006  |
| 43  | Gilmar Mendes                     |      | 21. Febr. 2006             | 25. April 2006 |
| 44  | Marco Aurélio Mello               |      | 4. Mai 2006                | 6. Mai 2008    |
| 45  | Carlos Ayres Britto               |      | 6. Mai 2008                | 22. April 2010 |
| 46  | Ricardo Lewandowski               |      | 22. April 2010             | 18. April 2012 |
| 47  | Cármen Lúcia                      |      | 18. April 2012             | 19. Nov. 2013  |
| 48  | Marco Aurélio Mello               |      | 19. Nov. 2013              | 13. Mai 2014   |
| 49  | Dias Toffoli                      |      | 13. Mai 2014               | 12. Mai 2016   |
| 50  | Gilmar Mendes                     |      | 12. Mai 2016               | 6. Febr. 2018  |
| 51  | Luiz Fux                          |      | 6. Febr. 2018              | 14. Aug. 2018  |
| 52  | Rosa Weber                        |      | 14. Aug. 2018              | 25. Mai 2020   |
| 53  | Luís Roberto Barroso              |      | 25. Mai 2020               | amtierend      |